# La Cigale et la Fourmi (La Fontaine)
Pour les articles homonymes, voir La Cigale et la Fourmi.
La Cigale et la Fourmi est la première fable du Livre I des Fables de La Fontaine située dans le premier recueil des Fables de La Fontaine, édité pour la première fois en mars 1668. Les vers sont en heptasyllabes. Il s'agit d'une réadaptation d'une fable d'Ésope qui a inspiré d'autres auteurs. La Fontaine a pris connaissance de la version d'Ésope à travers les travaux d'Aphthonios.
Cette fable, très connue de générations d'écoliers, est celle qui a fait l'objet du plus grand nombre de commentaires, d'autant que La Fontaine ne prend pas parti et que la morale conclusive n'est pas explicitée. L'absence de morale permet à La Fontaine de valoriser l'un et l'autre des personnages en renvoyant dos à dos l'esprit matérialiste, individualiste et bourgeois de la Fourmi et le comportement aristocratique, artiste et bohème incarné par la Cigale.
Jean-Jacques Rousseau déconseillait d'apprendre la fable aux enfants, la considérant comme ambiguë et trop difficile à interpréter.

## Texte de la fable
La Cigale, ayant chanté

Tout l'été,

Se trouva fort dépourvue

Quand la bise fut venue :

Pas un seul petit morceau

De mouche ou de vermisseau.

Elle alla crier famine

Chez la Fourmi sa voisine,

La priant de lui prêter

Quelque grain pour subsister

Jusqu'à la saison nouvelle.

« Je vous paierai, lui dit-elle,

Avant l'Oût, foi d'animal,

Intérêt et principal. »

La Fourmi n'est pas prêteuse :

C'est là son moindre défaut.

« Que faisiez-vous au temps chaud ?

Dit-elle à cette emprunteuse.

— Nuit et jour à tout venant

Je chantais, ne vous déplaise.

— Vous chantiez ? J’en suis fort aise.

Eh bien ! Dansez maintenant. »
— Jean de La Fontaine

## Sources possibles de la fable
Ésope en fournit une version (La Cigale et la Fourmi) à laquelle il donne une morale explicite : il faut se garder de la négligence, pour éviter les chagrins.
Marie de France, inspirée par Ésope, écrit « Le Grillon et la Fourmi » au XIIe siècle. Sa morale est également explicite : « Il ne faut vivre, on peut le voir,/ En insouciance et nonchaloir. / Mais, comme on le peut, tout au moins, / S’efforcer d’acquérir du bien. Qui est nanti est préféré / A qui vient geindre et quémander. »

## Illustrations

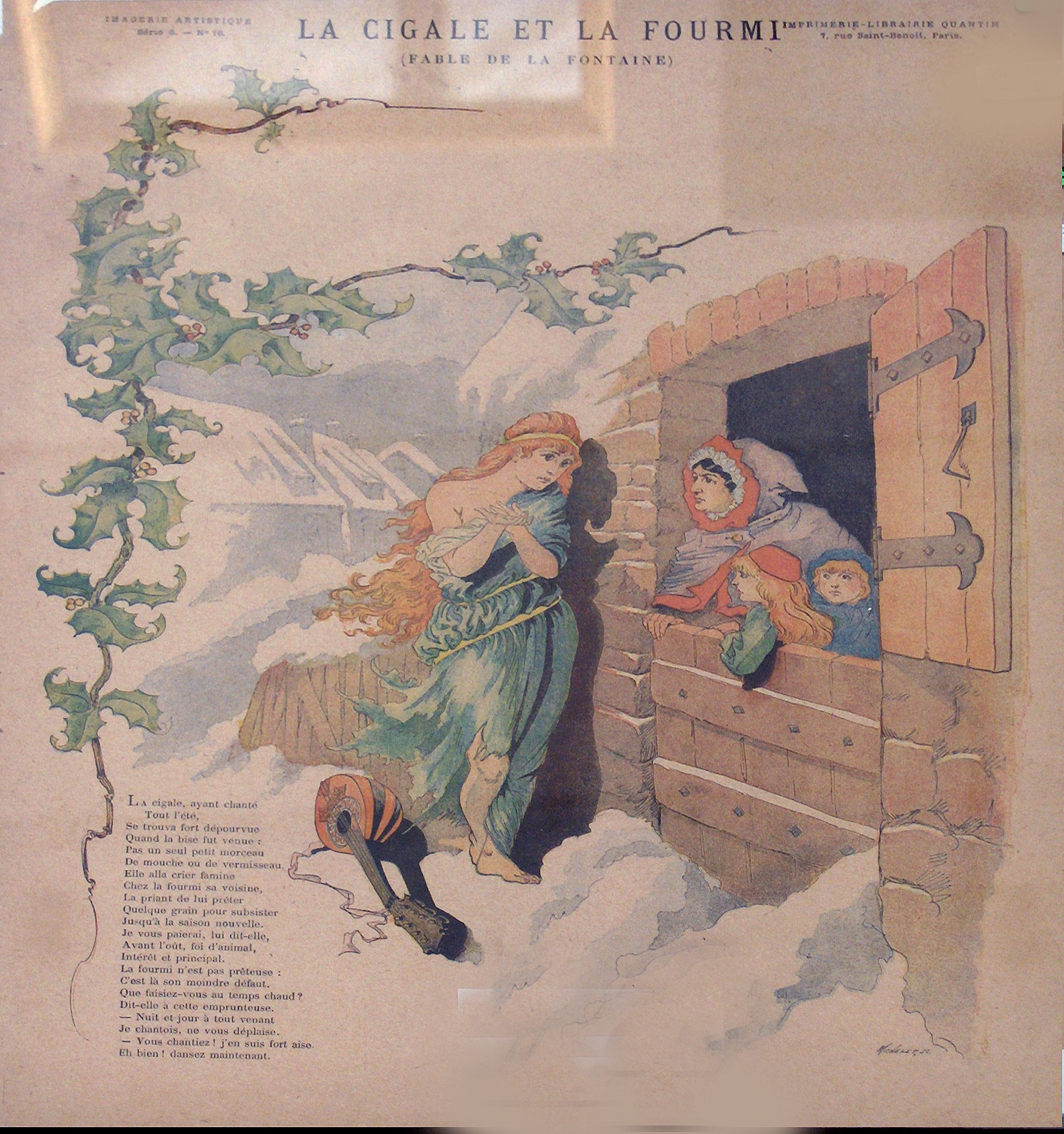
Illustration de l'Imprimerie-librairie Quantin (Paris) (XIXe siècle).
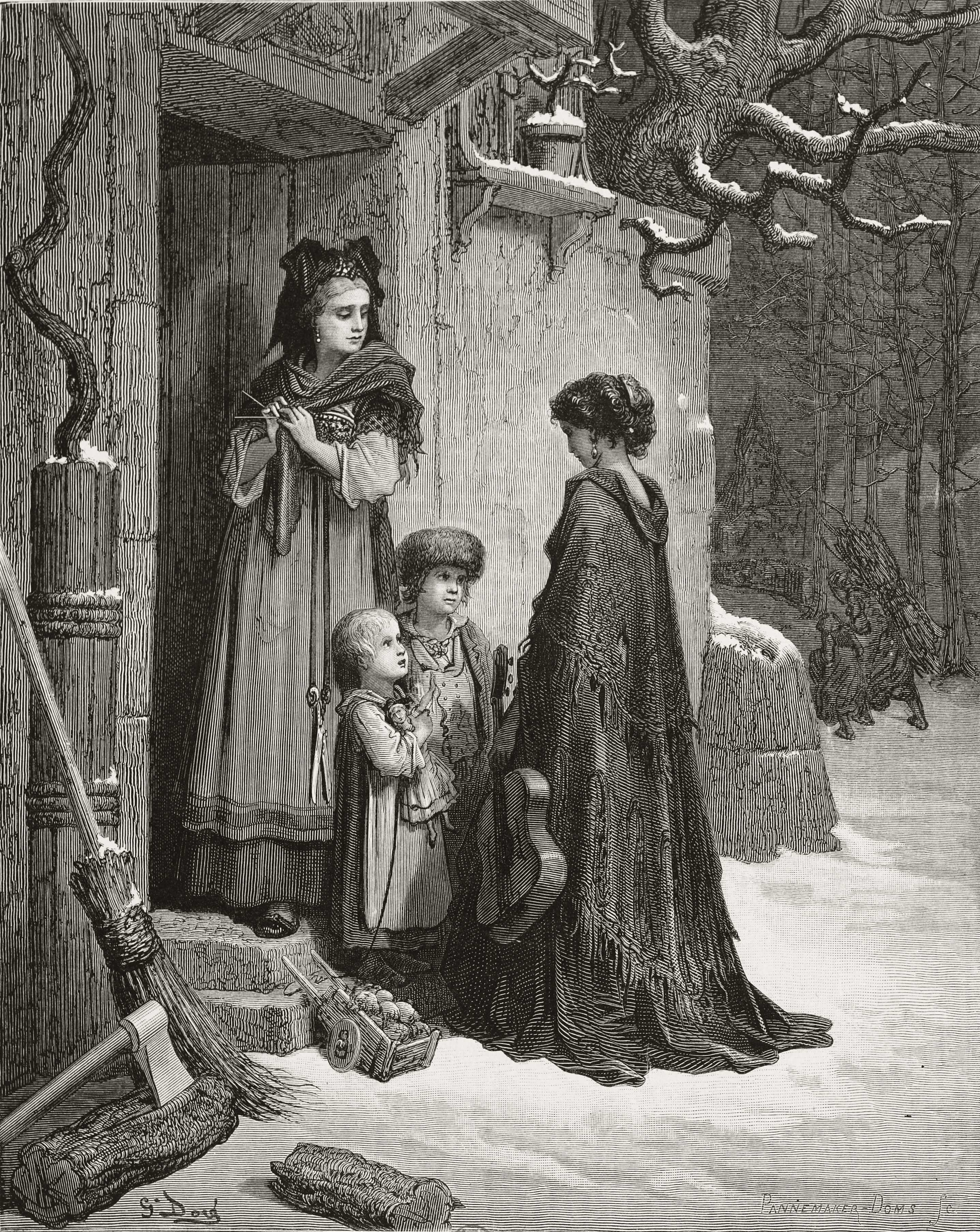
Dessin de Gustave Doré, gravé par Louis Édouard Fournier, édition Louis Hachette, 1868.
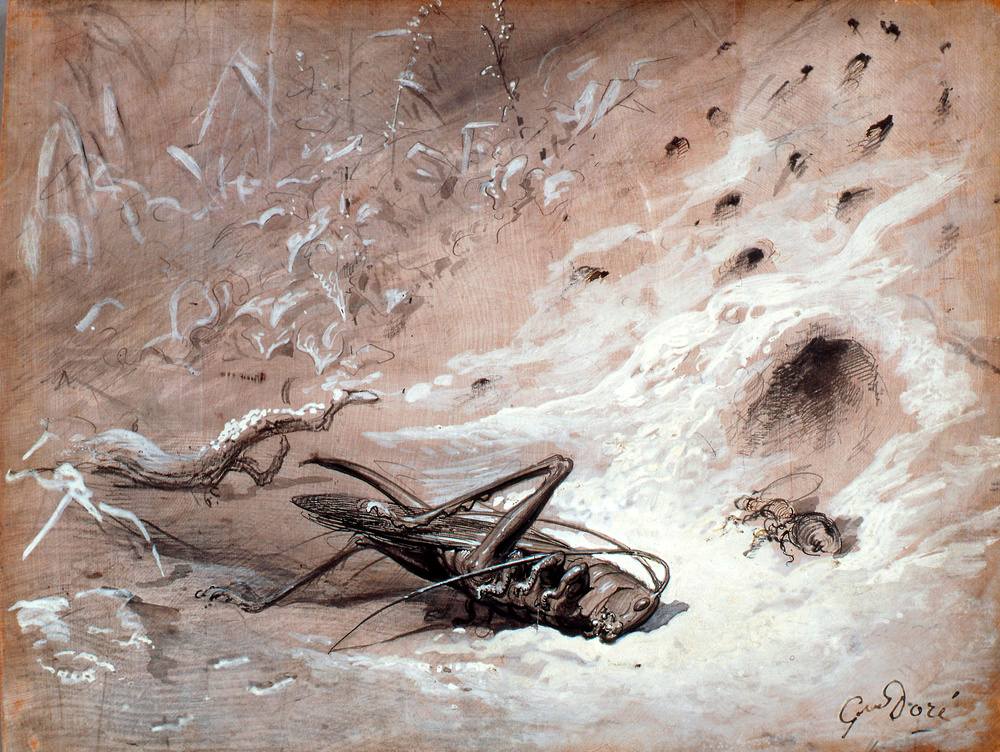
Dessin préparatoire de Gustave Doré vers 1868.
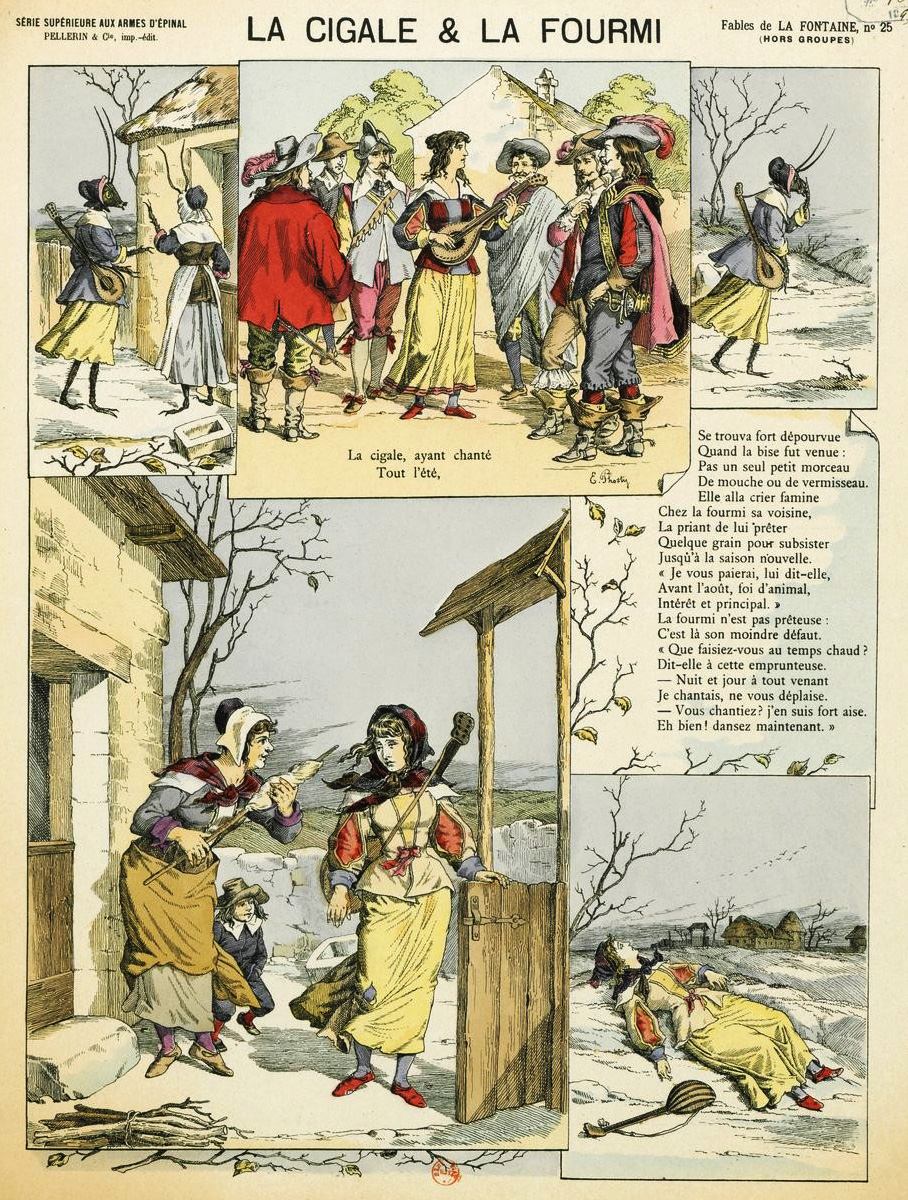
Image d’Épinal, estampe de E. Phosti (1895).
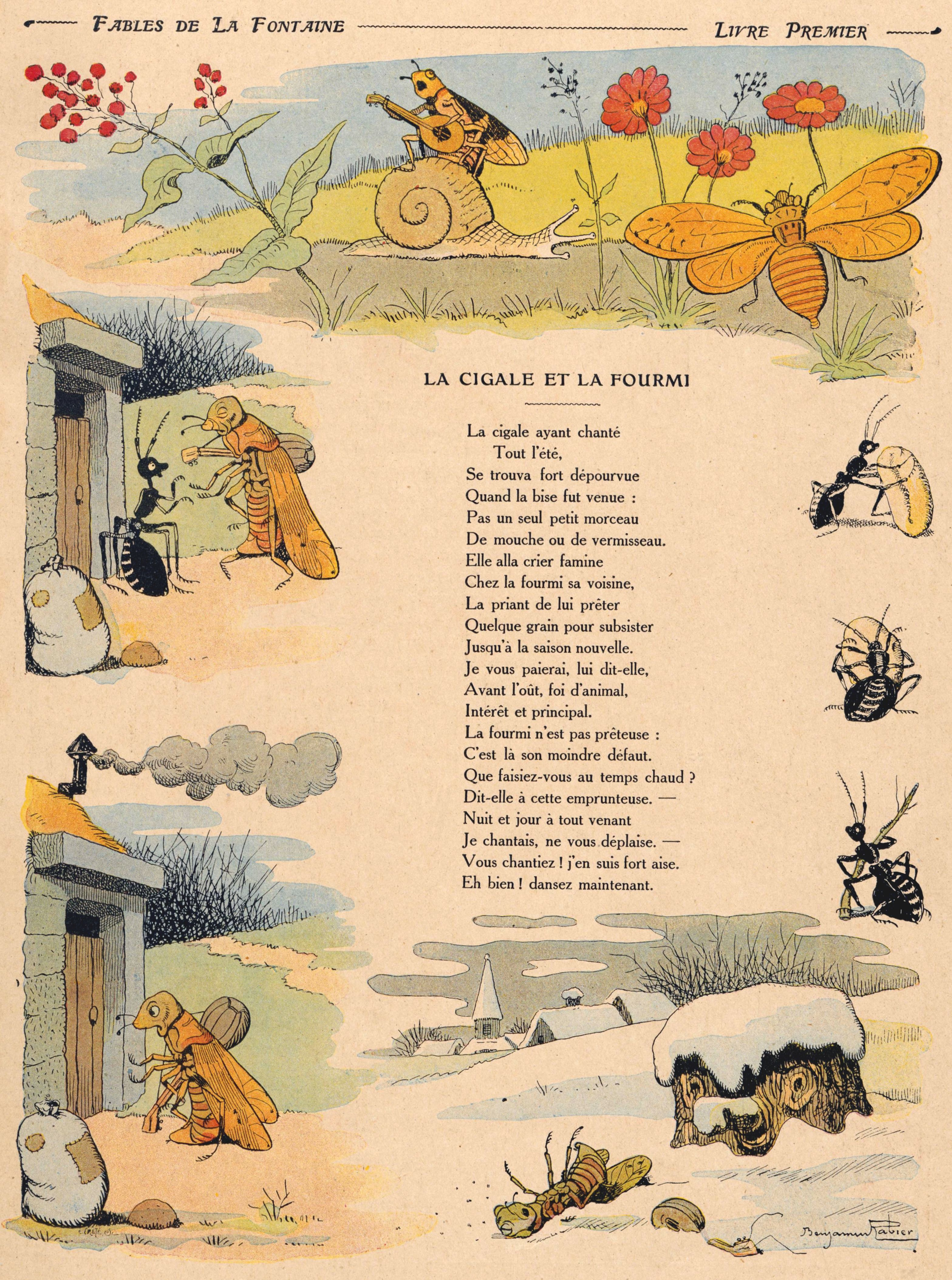
Illustration de Benjamin Rabier (1906).
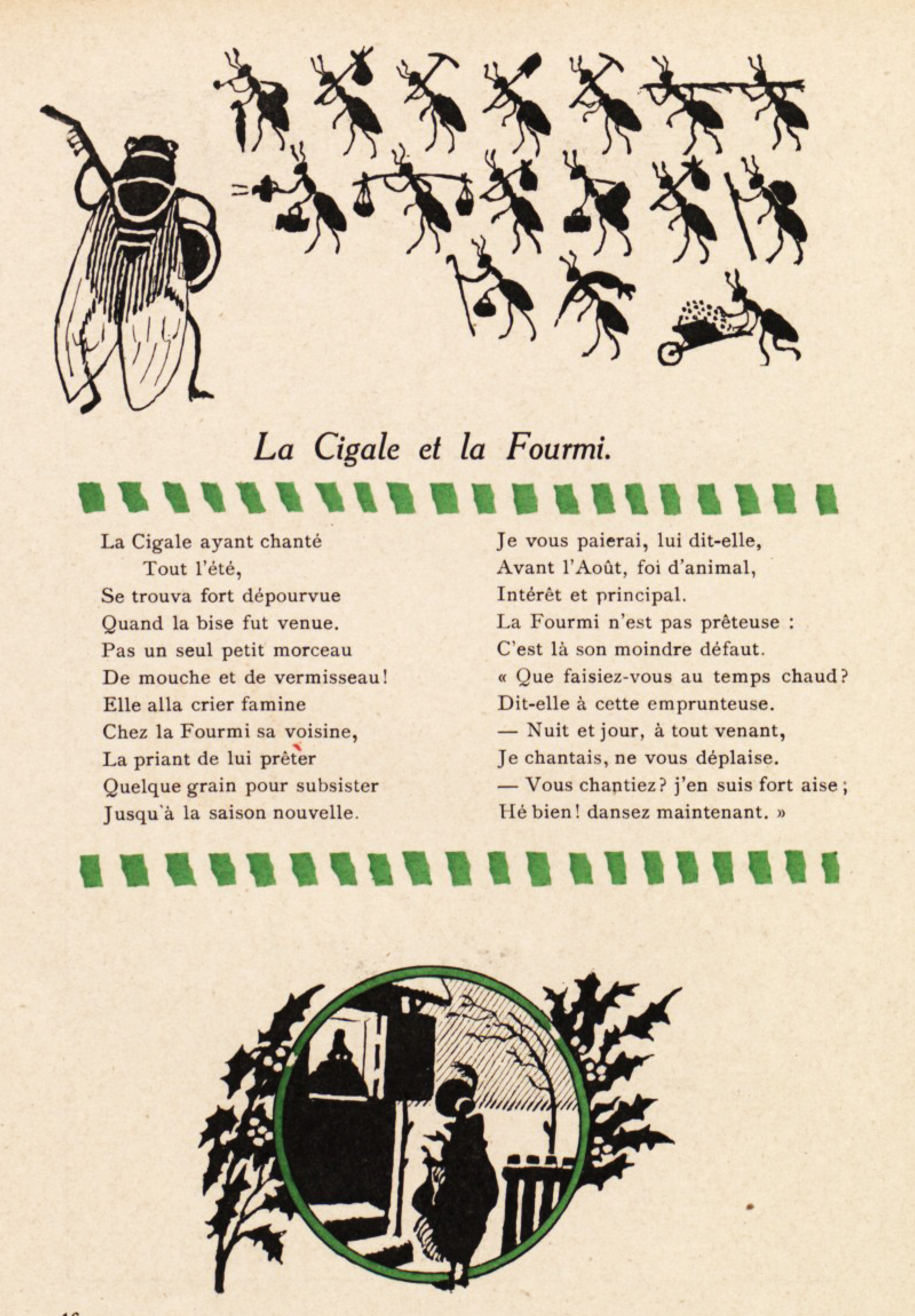
Illustration en silhouettes d'Henri Avelot (1932).

## Éditions
- 1668 : édition de Claude Barbin, Paris ;
- 1838 : édition Louis Hachette, dessins de Gustave Doré (1832-1883), gravés par Louis Édouard Fournier (1857-1917).

## Adaptations cinématographiques
- 1909 : La Cigale et la Fourmi, film muet français réalisé par Louis Feuillade ;
- 1910 : La Cigale et la Fourmi, film muet français réalisé par Georges Monca ;

## Mise en musique, interprétations et adaptations
La fable a été mise en musique par
- Jacques Offenbach en 1842,
- Camille Saint-Saëns en 1850 (?),
- Benjamin Godard en 1872, Charles Gounod en 1882,
- Charles Lecoq en 1885,
- Léopold Dauphin en 1898,
- André Caplet en 1919, Dmitri Chostakovitch en 1921,
- Maurice Delage en 1931,
- Marcelle de Manziarly en 1935, Francis Poulenc en 1940, Joseph Jongen en 1941,
- Paul Hindemith en 1942,
- par Charles Trenet et Django Reinhardt (qui l'ont interprétée) en 1941,
- puis Ferenc Farkas en 1977,
- Antal Doráti en 1981,
- par Xavier Benguerel (1998).

De nombreux humoristes ont parodié le texte de la fable : Pierre Perret, Pierre Repp, Pierre Péchin, Pit et Rik (La Cicrane et la Frourmi).

## Autour de la fable
Jean-Henri Fabre a relevé les erreurs de comportement des protagonistes : la cigale ne mange pas de mouches ou de vers et meurt à la fin de l'été ; elle ne peut donc « crier famine » auprès d'une fourmi qui, elle, dort l'hiver et, carnivore, n'amasse pas de grain. Néanmoins, cette dernière erreur peut être remise en cause, puisqu'il existe des fourmis granivores.